# UEFA/CAF Meridian Cup
De UEFA/CAF Meridian Cup was een voetbaltoernooi die van 1997-2007 iedere twee jaar werd georganiseerd door de Europese voetbalbond UEFA en de Afrikaanse voetbalbond CAF. Jeugdteams, dat wil zeggen elftallen van spelers tot 18 jaar, namen aan het toernooi deel.

## Algemeen
De UEFA/CAF Meridian Cup ontstond in de Portugese hoofdstad Lissabon op 30 januari 1997 als onderdeel van het Meridian-project, een co-organisatie tussen de UEFA en CAF met als doel promotie van verschillende culturen en jonge voetballers een unieke testmogelijkheid geven. In eerste intstantie deden meerdere landenteams mee aan dit toernooi. In 2007 kwam een Europese selectie uit tegen een Afrikaanse selectie. Deze tweekamp over twee wedstrijden werd gespeeld in het Mini Estadi in Barcelona, Spanje.

## Winnaars
| Jaar | Gastland    | Winnaar           | Uitslag(en) | Finalist            |           | 3e plaats    | Uitslag     | 4e plaats |
| ---- | ----------- | ----------------- | ----------- | ------------------- | --------- | ------------ | ----------- | --------- |
| 1997 | Portugal    | Nigeria           | 3-2         | Spanje              | Portugal  | 2-1 nv       | Griekenland |           |
| 1999 | Zuid-Afrika | Spanje            | 2-1         | Ghana               | Portugal  | 0-0 ns (3-1) | Egypte      |           |
| 2001 | Italië      | Spanje            | *           | Italië              | Portugal  | *            | Tsjechië    |           |
| 2003 | Egypte      | Spanje            | *           | Zwitserland         | Frankrijk | *            | Engeland    |           |
| 2005 | Turkije     | Frankrijk         | *           | Spanje              | Turkije   | *            | Portugal    |           |
| 2007 | Spanje      | Europese selectie | 6-1, 4-0    | Afrikaanse selectie |           |              |             |           |

* Nummers 1-4 groepswedstrijden

## Meridian Cup 2007
Heenwedstrijd
| 27 februari 2007                                                   | Europa onder 18                                                             | 6-1 (4-1) | Afrika onder 18 | Opstelling Europa onder 18 | Opstelling Afrika onder 18 |  |
| Stadion: Mini Estadi, Barcelona Toeschouwers: 1250 Kacem Bennaceur | Ñíguez 2' Manuel Fischer 21' Ñíguez 25' Fischer 35' Krkić 60' Prudnikov 89' |           | 45' Dipanda     | Pomazan, Kopplin (61' Savall), Polák, Cathcart, Gulan, Anita (61' Németh), Dudás (75' Romeu), Hable, Marin (46' Krkić), Ñíguez, Fischer (46' Prudnikov) | Tounsi (46' Okoua), Boucka, Mphalele, Karoui (62' Cissokho), Nzambé (43' Bande), Gebrehiwet, Dipanda, Djimgou (43' Donkor), N'Gouan, Eto'o, Gueye (74' Bangoura) |  |
| Stadion: Mini Estadi, Barcelona Toeschouwers: 1250 Kacem Bennaceur |                                                                             |           |                 | Pomazan, Kopplin (61' Savall), Polák, Cathcart, Gulan, Anita (61' Németh), Dudás (75' Romeu), Hable, Marin (46' Krkić), Ñíguez, Fischer (46' Prudnikov) | Tounsi (46' Okoua), Boucka, Mphalele, Karoui (62' Cissokho), Nzambé (43' Bande), Gebrehiwet, Dipanda, Djimgou (43' Donkor), N'Gouan, Eto'o, Gueye (74' Bangoura) |  |
| Stadion: Mini Estadi, Barcelona Toeschouwers: 1250 Kacem Bennaceur |                                                                             |           |                 | Pomazan, Kopplin (61' Savall), Polák, Cathcart, Gulan, Anita (61' Németh), Dudás (75' Romeu), Hable, Marin (46' Krkić), Ñíguez, Fischer (46' Prudnikov) | Tounsi (46' Okoua), Boucka, Mphalele, Karoui (62' Cissokho), Nzambé (43' Bande), Gebrehiwet, Dipanda, Djimgou (43' Donkor), N'Gouan, Eto'o, Gueye (74' Bangoura) |  |
|                                                                    |                                                                             |           |                 | | |  |

Return
| 1 maart 2007                                                        | Afrika onder 18 | 0-4 (0-1) | Europa onder 18                                | Opstelling Afrika onder 18 | Opstelling Europa onder 18 |  |
| Stadion: Mini Estadi, Barcelona Toeschouwers: 2500 Thomas Einwaller |                 |           | 41' Németh 64' Fischer 73' Prudnikov 91' Dudás | Okoua (77' Zeratsion), Boucka, Mphahlele, Cissokho, N'Gouan, Gourrier, Gebrehiwet (80' Nzambé), Dipanda, Bangoura (57' Bande), Sy, Eto'o (65' Gueye) | Szczesny, Adamović (75' Kopplin), Savall, Polák, Malul, Romeu (46' Gulan), Hable (59' Ñíguez), Marin (46' Anita), Krkić, Prudnikov (76' Dudás), Németh (46. Fischer) |  |
| Stadion: Mini Estadi, Barcelona Toeschouwers: 2500 Thomas Einwaller |                 |           |                                                | Okoua (77' Zeratsion), Boucka, Mphahlele, Cissokho, N'Gouan, Gourrier, Gebrehiwet (80' Nzambé), Dipanda, Bangoura (57' Bande), Sy, Eto'o (65' Gueye) | Szczesny, Adamović (75' Kopplin), Savall, Polák, Malul, Romeu (46' Gulan), Hable (59' Ñíguez), Marin (46' Anita), Krkić, Prudnikov (76' Dudás), Németh (46. Fischer) |  |
| Stadion: Mini Estadi, Barcelona Toeschouwers: 2500 Thomas Einwaller |                 |           |                                                | Okoua (77' Zeratsion), Boucka, Mphahlele, Cissokho, N'Gouan, Gourrier, Gebrehiwet (80' Nzambé), Dipanda, Bangoura (57' Bande), Sy, Eto'o (65' Gueye) | Szczesny, Adamović (75' Kopplin), Savall, Polák, Malul, Romeu (46' Gulan), Hable (59' Ñíguez), Marin (46' Anita), Krkić, Prudnikov (76' Dudás), Németh (46. Fischer) |  |
|                                                                     |                 |           |                                                | | |  |